# Est de Califòrnia
L'Est de Califòrnia o Califòrnia Oriental és una regió de Califòrnia (Estats Units). "Est de Califòrnia" es pot referir tant a la tira de territori a l'est de la cresta de la Sierra Nevada, o als comtats més orientals californians.
La regió tenia una població 5.129.384 habitants el 2010. La majoria de la població es concentra al sud de la regió a l'àrea metropolitana de Los Angeles amb 4.224.851 habitants (o el 82,4% de la població regional) residint als comtats de Riverside i San Bernardino. La regió conté ambdós el punt més alt —el Mont Whitney— i el punt més baix —la Conca Badwater— dels Estats Units contigus.

## Cultura i història
La majoria dels estereotips de Califòrnia no conformen amb l'Est de Califòrnia, ja que els estereotips de la regió més bé són relacionats amb la cultura del sud-est d'Oregon i nord-oest de Nevada. L'Est de Califòrnia és escassament poblat (excepte per l'àrea al voltant del Llac Tahoe), i acostuma a ser més conservador políticament que la resta de Califòrnia, similar a la resta de les parts rurals de l'Oest dels Estats Units. Però, els comtats de San Bernardino i Riverside formen part de l'àrea metropolitana de Los Angeles i els comtats d'El Dorado, Placer i Nevada formen part de l'àrea metropolitana de Sacramento i són influenciats culturalment per les seves respectives àrees metropolitanes.
Històricament, Califòrnia Oriental ha tingut grans connexions amb Nevada, amb la frontera exacta dels dos estats en algunes disputes. Els residents de porcions de la ciutat de Susanville (Califòrnia) van intentar separar-se de Califòrnia el 1856, primer declarant-se part del Territori de Nataqua, i després quan s'annexà a Nevada. Els dos estats van estar en disputa sobre de qui formava part Susanville el 1863. El poble d'Aurora (Nevada) temporalment va ser la seu del Comtat de Mono (Califòrnia) i del Comtat d'Esmeralda (Nevada). Finalment, els dos estats ho van tenir resolt després d'un estudi geològic el 1872.

## Geografia
Els comtats de Califòrnia Oriental són (de nord a sud):
| - Comtat de Modoc - Comtat de Lassen - Comtat de Plumas - Comtat de Sierra - Comtat de Nevada - Comtat de Placer - Comtat d'El Dorado | - Comtat d'Alpine - Comtat de Mono - Comtat d'Inyo - Comtat de San Bernardino - Comtat de Riverside - Comtat d'Imperial |